# Schenkenhorst (Stahnsdorf)
Schenkenhorst ist ein Straßenangerdorf und seit dem 31. Dezember 2001 ein Ortsteil der Gemeinde Stahnsdorf im Landkreis Potsdam-Mittelmark.

## Lage

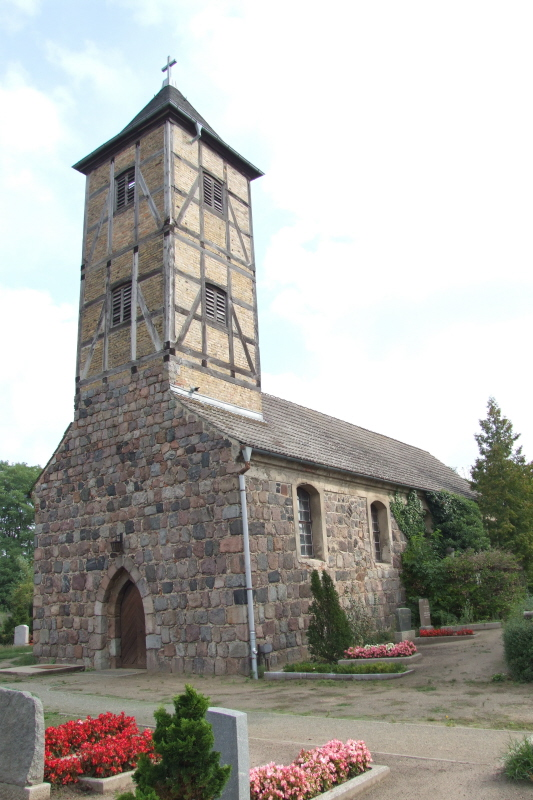
Dorfkirche Schenkenhorst

Der Ort liegt auf dem Teltow südöstlich der Parforceheide und südlich des Gemeindezentrums Stahnsdorf sowie des Ortsteils Güterfelde.

## Geschichte

### 14. bis 16. Jahrhundert
Der ursprüngliche Name lautete bis 1937 Schenkendorf, unter dem der Ort erstmals 1375 im Landbuch Karls IV. als Schenkendorff und Schenkendorpp erwähnt wurde. Er war in diesem Jahr 25 Hufen groß und gehörte um 1375 dem Bürger H. Hoge aus Cölln, der das Ober- und Untergericht hielt und dem Wagendienste und Pacht sowie Zins zustanden. Von den 25 Hufen standen dem Pfarrer zwei abgabenfreie Pfarrhufen zur Verfügung. Der Schulze verfügte ebenfalls über vier freie Hufen. Daneben gab es zehn Kötterhöfe sowie einen Krug. Hoge übergab das Dorf 1418 an die Familie Örtel von Czemin, die es vor 1450 an die Familie von Schlaberndorf weitergaben. In diesem Jahr war die Gemarkung nach wie vor 25 Hufen groß; dem Pfarrer standen zwei Hufen zu. Es gab einen Krug, die Kötter sowie einen Schäfer. Ein Jahr später waren drei Hufen offenbar wüst geworden und wurden unmittelbar in den Besitz der Familie eingenommen, „die hat die Schlaberndorfin an sich genommen“. Die Familie teile sich den Besitz mit derer von Beeren über Dorf, Ober- und Untergericht sowie Kirchenpatronat. Eine genaue Aufteilung ist jedoch nicht bekannt. 1578 hatten die von Schlabrendorf zehn Hufen Land „samt Beiland“, ebenso Dienste aus Schenkendorf, Ahrensdorf, Fahlhorst und Gröben. Alle weiteren Lehnsstücke waren offenbar bereits ein Jahr zuvor an die Familie Goldbeck, 1578 an die von Hake und die von Beeren verpfändet.

### 17. Jahrhundert
Im Jahr 1608 erschien erstmals ein Rittersitz derer von Schlabrendorf, die von einer Witwe der Familie bewohnt wurde. Vor dem Dreißigjährigen Krieg gab es im Ort vier Hufner, fünf Kötter, einen Pachtschäfer, zwei Paar Hausleute sowie „die“ Schäferknechte. Sie bewirtschafteten 15 Hufen; das Rittergut hatte acht Hufen. Im Krieg schwer verwüstet lebten 1652 lediglich noch sechs Kötter mit drei Söhnen im Ort. 1663 musste die Familie Konkurs anmelden und das Dorf samt Rittergut kam erbverkaufsweise an die von Hake und von dort 1667 an den Kurfürsten. Seit dieser Zeit wurde Schenkendorf bis 1826 vom Amt Saarmund verwaltet.

### 18. Jahrhundert

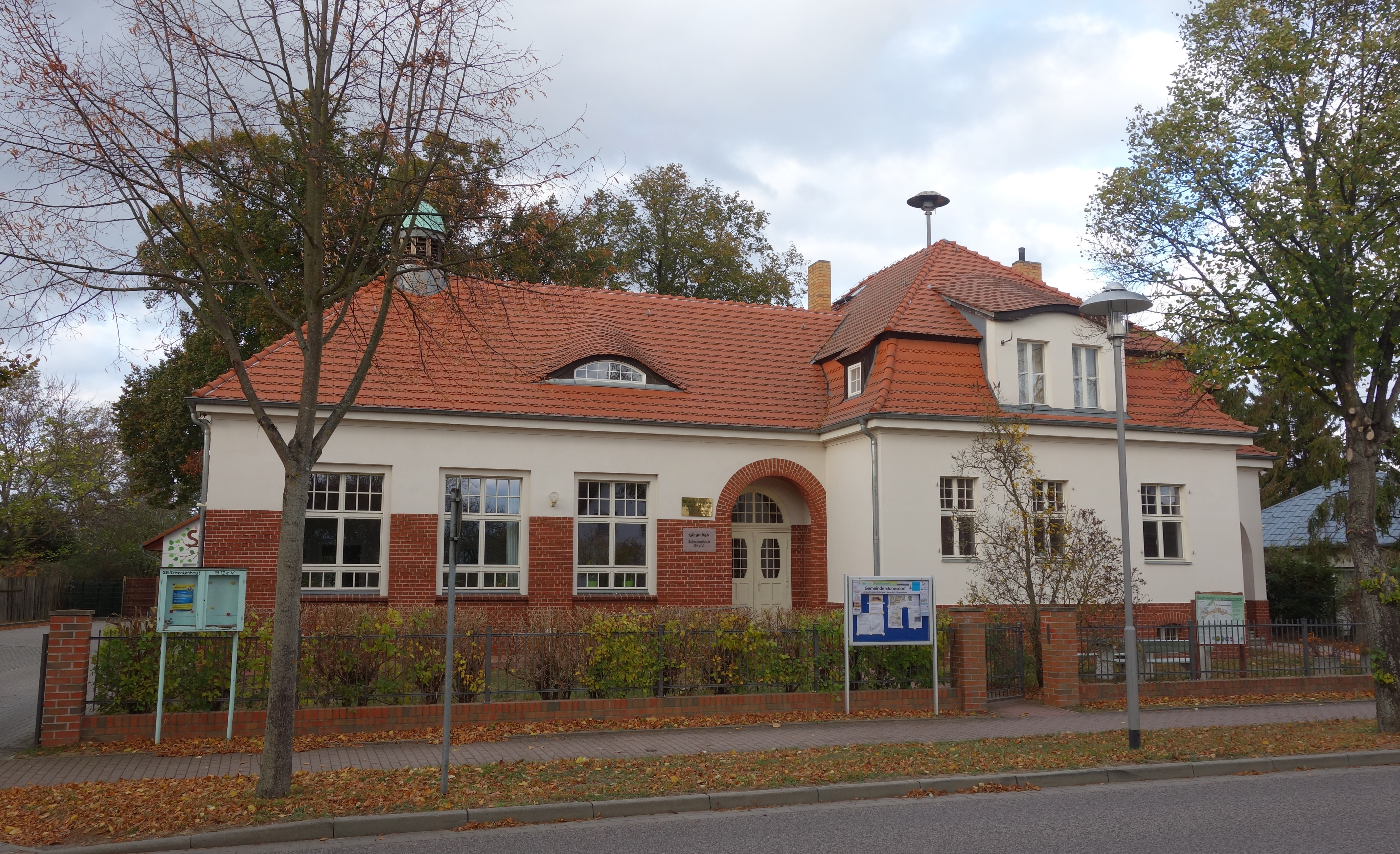
Ehemaliges Schulgebäude

Im Jahr 1711 gab es vier Hufner, fünf Kötter, einen Hirten, einen Schäfer, einen großen und einen kleinen Knecht sowie einen Jungen. Schenkendorf hatte sich offenbar vom Krieg erholt, wenngleich es auch noch keine eigene Schmiede gab. Dafür kam bei Bedarf ein Laufschmied in den Ort. Die Einwohner zahlten für 15 Hufen je acht Groschen an Abgaben. Im Jahr 1745 gab es vier Bauern, fünf Kötter, einen Krug sowie „außerm Dorf“ eine Schäferei mit einem Schmiedehaus und acht Familienhäuser. 1756 lebten im Dorf vier Bauern einschließlich des Setzschulzens, darunter drei Vierhufner und ein Dreihufner, fünf Kötter, neun Büdner, vier offenbar neu hinzugekommene Büdner und zwei Paar Einlieger. Das Vorwerk hatte sich ebenfalls entwickelt und dort wurden 604 Morgen Acker, 137 Morgen Wiesen und fünf Morgen Garten bewirtschaftet. Die Bauern hielten 24 Kühle und 12 Stück Güstevieh, d. h. mittlerweile unfruchtbar gewordene, weibliche Tiere. Hinzu kam die stattliche Anzahl von 1200 Schafen. 1771 bestanden im Ort neun Giebel (=Wohnhäuser), in denen der Schmied, der Hirte, drei Paar Hausleute, der Schäfer, der Großknecht und der Kleinknecht wohnten. Die Abgaben waren mit acht Groschen konstant geblieben.

### 19. Jahrhundert

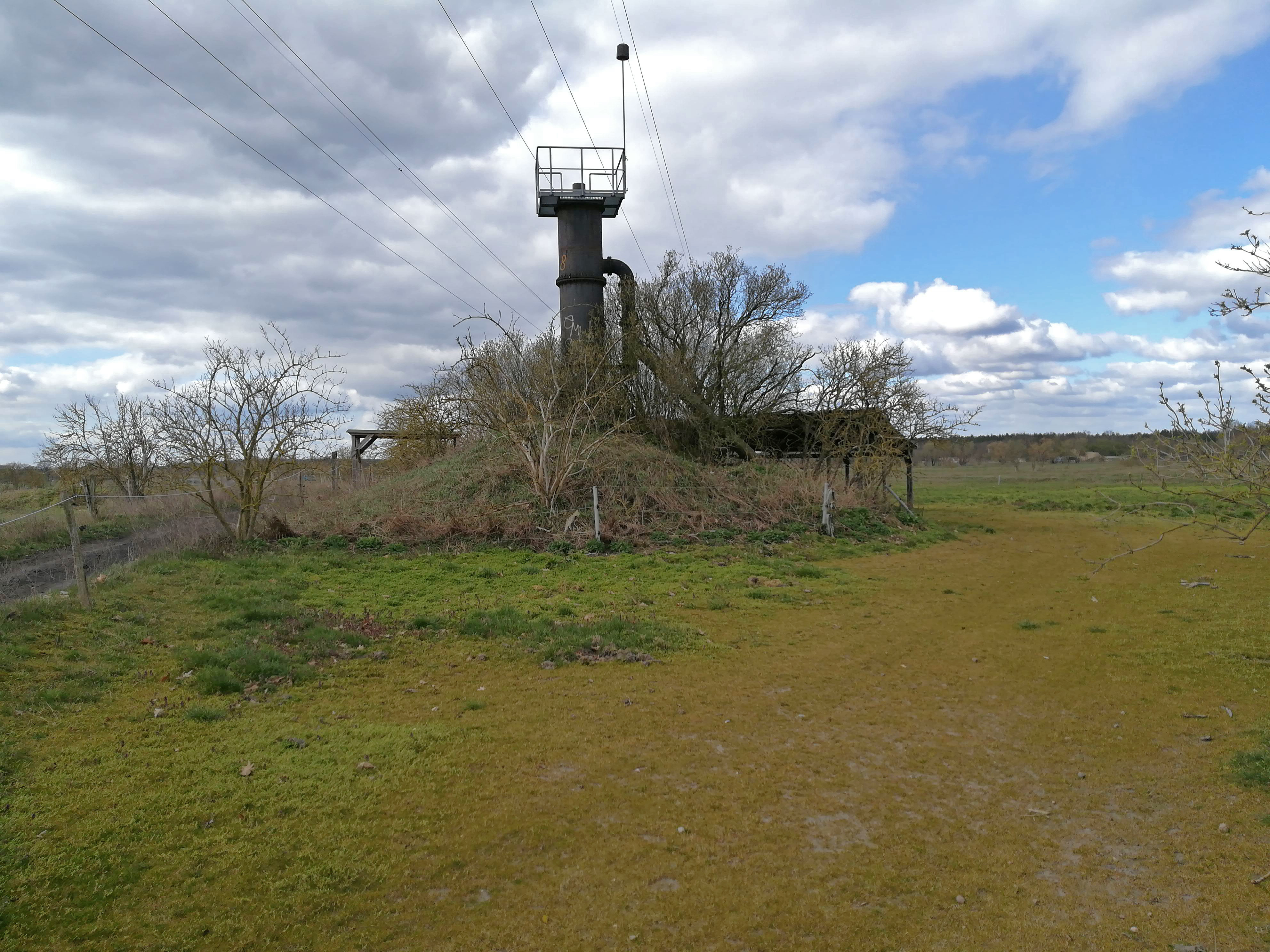
Anlage der Berliner Rieselfelder

Im Jahr 1801 gab es vier Ganzbauern, fünf Ganzkötter, acht Büdner, fünf Einlieger und einen Radmacher. Es gab eine Schmiede und einen Krug sowie das Vorwerk. Zusammen ergaben dies 15 Bauernhufen. Hinzu kamen die acht Ritterhufen, die zusammen 30 Feuerstellen (=Haushalte) betrieben. Aus dem Jahr 1840 wurde lediglich von dem Dorf mit Vorwerk und 32 Wohnhäusern berichtet. 1858 existierten im Dorf acht Hofeigentümer sowie ein Pächter, die acht Knechte und Mägde beschäftigten. Hinzu kamen 17 nebengewerbliche Landwirte mit einer Magd und 33 Arbeiter. Es gab 26 Besitzungen. Sechs waren zwischen 30 und 300 Morgen groß (zusammen 837 Morgen), 13 weitere zwischen fünf und 30 Morgen (zusammen 175 Morgen) und sieben unter fünf Morgen (zusammen 13 Morgen). Mittlerweile hatten sich zahlreiche Gewerke im Dorf angesiedelt: Es gab fünf Maurergesellen, einen Grobschmiedemeister, einen Krug sowie fünf Arme. Im Rittergut lebte der Pächter mit acht Knechten und Mägden sowie zwölf Tagelöhnern. Das Gut war 2222 Morgen groß. 1860 gab es im Dorf vier öffentliche, 30 Wohn- und 43 Wirtschaftsgebäude. Im Rittergut bestanden drei Wohn- und neun Wirtschaftsgebäude. 1893 erwarb die Stadt Berlin große Teile der Gemarkung, um die Flächen als Berliner Rieselfelder zu nutzen. Zur Bewirtschaftung dieser Felder wurde Personal angesiedelt, für das Unterkünfte errichtet wurden, die im 21. Jahrhundert zum Teil unter Denkmalschutz stehen. Die Berieselung und landwirtschaftliche Nutzung durch die Berliner Stadtgüter endete im Jahr 1998 nach 105 Jahren.

### 20. Jahrhundert
Im Jahr 1900 gab es im Dorf 41, im Rittergut drei Häuser. Das Dorf bestand im Jahr 1905 aus dem Gut, dem Gutsbezirk sowie dem Vorwerk Struveshof. 1928 wurde der Gutsbezirk Schenkenhorst mit der Gemeinde vereinigt. Die Exklave Struveshof wurde zur Gemeinde umgewandelt. 1931 war der Gebäudebestand auf 53 Wohnhäuser angewachsen.
Nach dem Zweiten Weltkrieg wurden 40 Hektar von der Stadt Berlin freigegeben und aufgeteilt. 42 Bauern erhielten zusammen acht Hektar, zehn weitere Bauern 32 Hektar. Zahlreiche von ihnen gründeten 1958 eine LPG vom Typ I, die 1960 mit einer weiteren LPG zusammen 27 Mitglieder und 185 Hektar Fläche bewirtschafteten. Sie wurden noch im gleichen Jahr vereinigt und 1971 an die LPG in Drewitz angeschlossen. 1973 gab es im Ort das VEG Genshagen mit dem Betriebsteil Schenkenhorst. In den 1980er Jahren wurde nordwestlich des Ortes eine Motocross-Strecke auf einer Fläche von 21 ha angelegt. Die Strecke wird vom ortsansässigen MCC Schenkenhorst-Berlin e.V betrieben, der hier in der Vergangenheit u. a. Deutsche Motocross-Meisterschaften ausgerichtet hat. Am ersten Juniwochenende 2012 fand auf dem Gelände das erste Dirt Track Race & Rockfestival statt, wo unter anderem Ray & The Rockets auftraten.
1992 kam Schenkenhorst zum Amt Stahnsdorf und wurde 2001 als Ortsteil eingemeindet.

## Bevölkerungsentwicklung
| Jahr      | 1734 | 1772 | 1801 | 1817 | 1840 | 1858                  | 1895 | 1925 | 1939 | 1946 | 1964 | 1971 |
| Einwohner | 149  | 135  | 154  | 152  | 210  | Dorf: 227 und Gut: 36 | 563  | 427  | 482  | 464  | 452  | 426  |

## Sehenswürdigkeiten

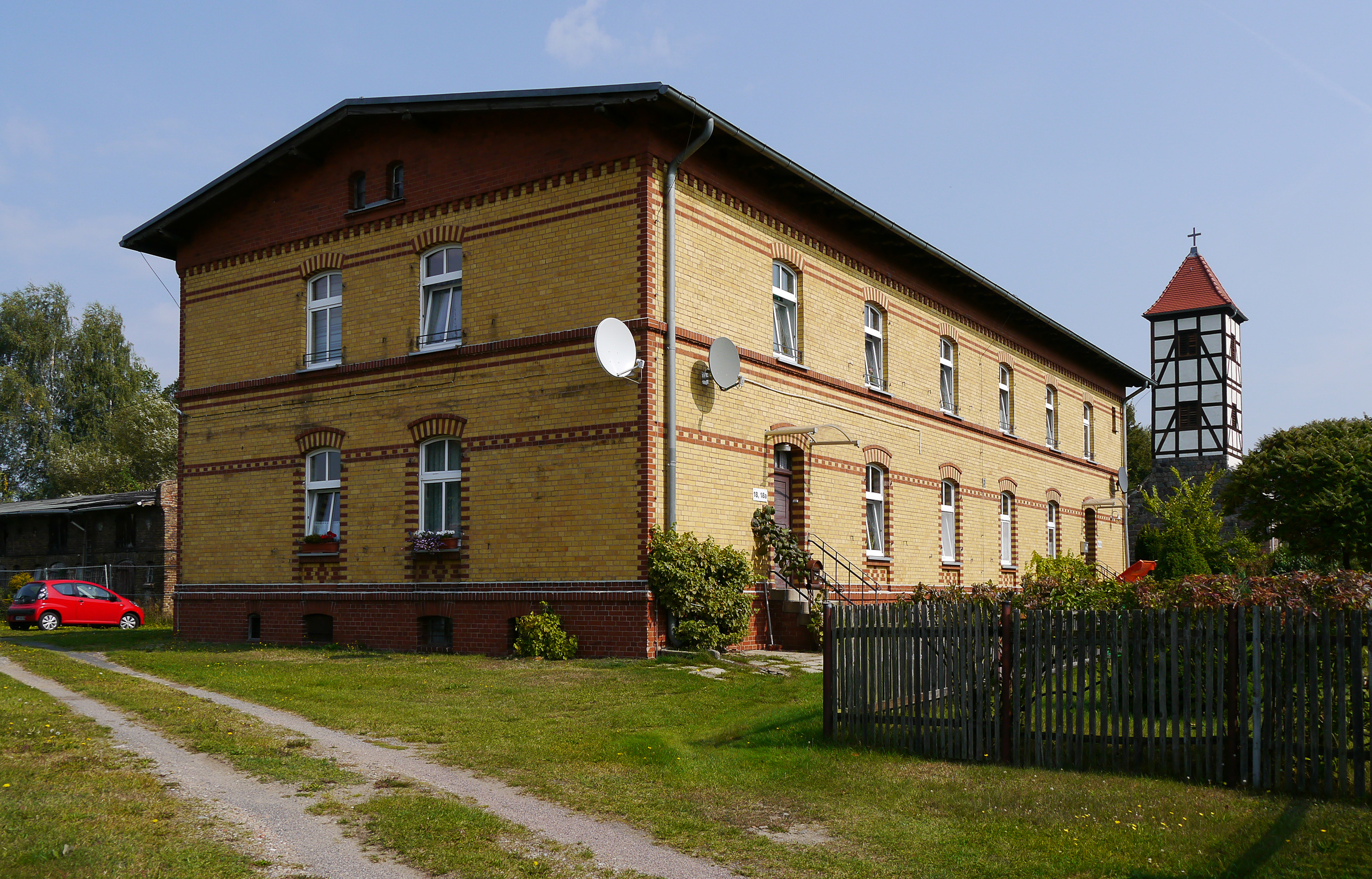
Landarbeiterhaus

- Dorfkirche aus dem Ende des 13. Jahrhunderts mit Feldsteinmauerwerk und Fachwerkturm auf dem Dorffriedhof. An der Friedhofsmauer befinden sich Denkmale für die Gefallenen des Ersten Weltkriegs und Soldaten, die am Ende des Zweiten Weltkriegs bei Kämpfen in der Nähe des Dorfes gefallen sind.

- Zwei Wohnhäuser für angesiedelte Landarbeiter an der Potsdamer Straße aus roten und am Dorfanger aus gelben Backsteinen stehen unter Denkmalschutz.